# وارسانغيلي

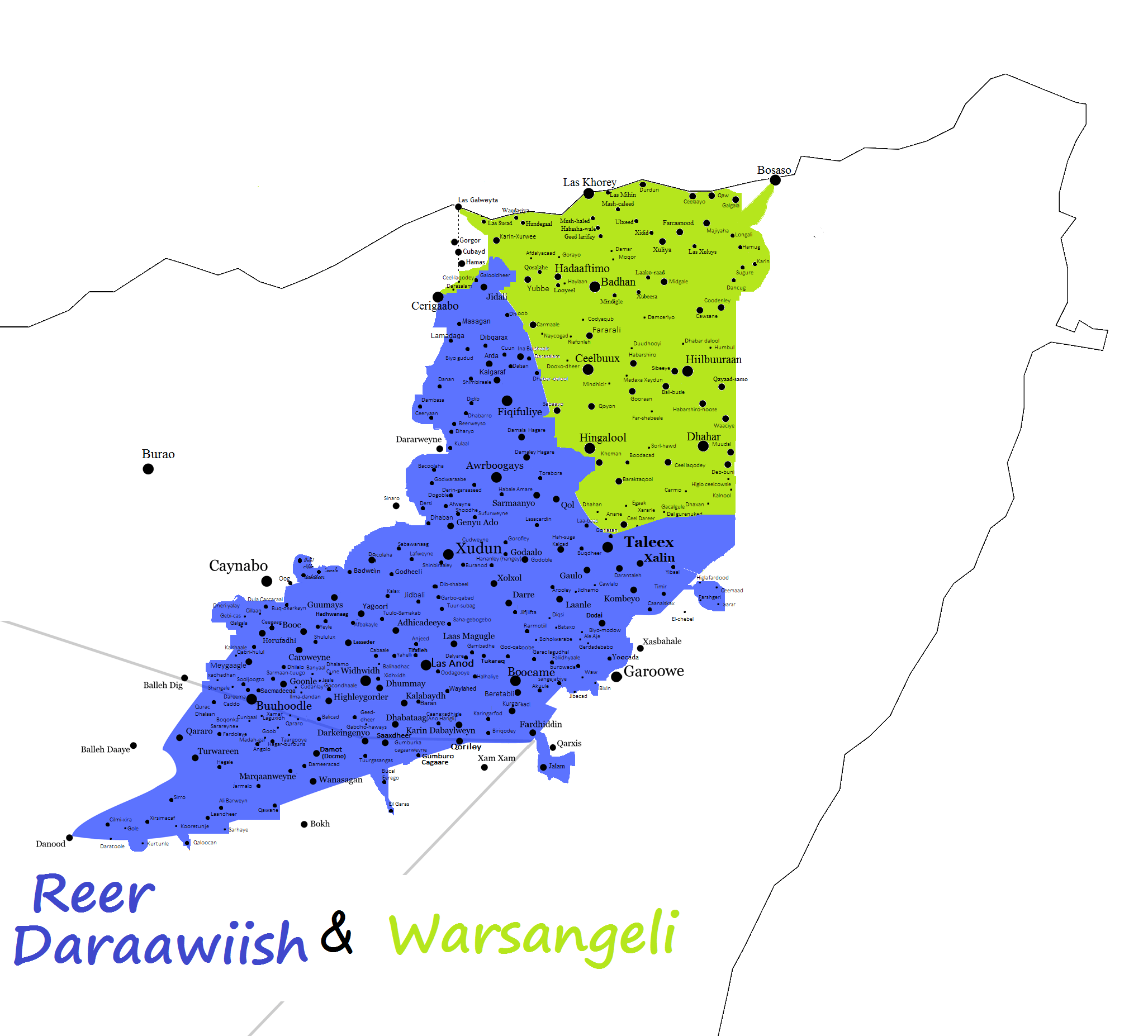

قبيلة (ورسنجلي) أيضا ورسنغلي («ابن محمود هرتي») هي العشيرة من هرتي، وجزء من الدارود بن إسماعيل. في الصومال، فهي تعني «البشير» أو «جالب الأخبار الطيبة».
وهي رابع أكبر قبائل الدارود. الورسنجلي يتركّز في اقليم (sanag) سناج في الصومال البريطاني سابقا، والجزء الغربي من اقليم (bari) باري وبعض أجزاء (juba) جوبادا هوسي. ورسنجلي أيضا أقدم السلطنة بين القبائل الصوماليه التي تقطن الصومال البريطاني سابقا.
وتتركز في المثلث الأهم برن وهدافتيمو ولاسقوري، امتدادا إلى سرمانيو جنوبا على حدود اقليم سول وعلى امتداد الساحل من عيلايو وحتى جيل ويتي غربا.
وفي جنوب الصومال وخاصة حول كيسمايو تتواجد بكثافة قبيلة العوراملي التي تنتمي لقبيلة العثمان إبراهيم.

## النظام السياسي لسلطنة الورسنجلي
نجح الورسنجلي في إنشاء نظام سياسي حديث ومتطور وحافظوا عليه لقرون طويلة، وهذا النظام هو «السلطنة» سلطنة الورسنجلي أو «سلطنة أهل ماخر» وهي سلطنة بدأت حسب أغلب المصادر عام 1295 للميلاد باختيار الجراد عبد الله دين (garaad dhiin) كأول جراد وحاكم للقبيلة، واستمرت حكّام السلطنة يلقبون بالجراد حتى توّلى الحكم الجراد «محمود علي شري».
وكان نظام السلطنة مزيجا بين السلطة المطلقة للسلطان أو الجراد في بعض الأمور، والتزامه بشورى مجلس من شيوخ القبائل في بعض الأمور المصيرية، وتميز أبناء السلطنة بالطاعة العمياء للسلطان ومجلس الشورى من الشيوخ، وكان إعلان الحرب قرارا يشارك فيه الكل، ويتم بعد اتخاذ القرار إعلان أسماء القادة (المقدمين) وكان لا يتم اختيار قائد الا عن كفاءة، واستهرت السلطنة بالتريث في اعدادها للحروب حتى ان التاريخ يسجل ان السلطنة انتظرت سنة كاملة قبل خوض أحد حروبها بما يتطلبه الأمر من ضبط نفس وصبر وسيطرة كاملة للسلطان على الشباب الثائر المستعجل على الثار.
وتميز النظام السياسي للسلطنة بوجود سلطان واحد فقط للقبيلة على كثرة وتعدد فخائذها، وهذه الوحدة السياسية ساهمت في توحد الطاقات والإمكانيات وقت الحرب عكس القبائل المجاورة الأكبر عددا ربما ولكن المقسمة بين أكثر من سلطان وملك وجراد.

## السلطان محمود علي شري
أعلن السلطان محمود عن نفسه سلطانا للقبيلة.. كأول سلطان للورسنجلي وأقوى سلطان في تاريخ الصومال، فأنشأ ما يمكن اعتباره جيشا صغيرا وركّز على تدريب الفرسان وجلب الخيل، واهتم بإنشاء القلاع التي لا تزال بعضها شامخة حتّى اليوم، وقام بتطوير نظام شبه اشتراكي حين يتعلق اللمر بالخيل والإبل والماشية خصوصا في حالات الحرب حيث كان يأمر بجمع الإبل والخيل في مكان آمن تحت حماية دائمة خصوصا سلالة خيل السوناري مانا التي اشتهرت بها السلطنة والتي نتجت عن تزويج خيل السلطنة مع خيل عربية أصيلة واشتهرت بلون قريب للاشقر والأحمر واشهرها فرس السلطان محمود جيرى (jiire), أو نقلها إلى أماكن يتوفر فيها الماء في حالات الجفاف، وطوّر نظام الضرائب التقليدي القائم أصلا ممّا أدّى ازدهار أحوال القبيلة.. وحين وصل الاستعمار الإنجليزي استطاع السلطان أن يوقّع معهم اتفاقية ضمنت له استقلاليته واستقلالية سلطنته التي حرص على وضع حدود لها ما تزال بعضها قائما حتى بوسط بوصاصو الحالية !!

## نفي السلطان إلى جزر سيشل
رغم محاولات التودد المستمرة من الإنجليز مرة باضفاء القاب على السلطان كلقب سلطان سلاطين صوماليلاند، ومرة باقتراح مرفوض بإنشاء جامعة في لاسقوري قبل ان يتم نقل الجامعة إلى بورما، ومرة بتقليد الملكة ميدالية للسلطان في عدن الا ان السلطان اصر على استقلالية السلطنة ورفض تواجد الإنجليز في ميناء لاسقوري اسوة ببربرة وهرجيسا، ولكن استقلالية قرار سلطنة الورسنجلي تحت قيادة سلطانها ومستشاريه تعرضت لتحدي كبير، فالإنجليز عقب انتصارهم على السيّد محمد عبد الله حسن عام 1921 دعوا السلطان لاجتماع زعموا أنه لتوقيع اتفاقية تضمن حقوق سلطنته واستقلاليتها وخصوصا أنّه كان يفاوض الإنجليز كالند للند، ثقة منه بأنه الطرف الأقوى وان سلطنته لم تهزم قط حتى في حربها المصيرية مع السيد محمد عبد الله حسن الذي أعجز البريطانيين والإيطاليين لمدة 20 عامًا.. ولكن الإنجليز حين أتاهم السلطان إلى السفينة الراسية بوسط البحر غدروا به ونفوه بسفينة واحدة مع الثائر المصري سعد زغلول إلى جزر السيشيل خشية ان يشغل الفراغ الذي تركه السيد محمد عبد الله حسن ويقود حربا جديدة ضدهم.

## تاريخ السلطنة
السلطنة التي تعتبر ثاني أقدم سلطنة في العالم الإسلامي بعد سلطنة بروناي، سلطنة الورسنجلي التي يعتبر سلطانها الحالي السلطان سعيد بن السلطان عبد السلام بن السلطان محمود السلطان الثامن والعشرين، واشتهرت السلطنة في شبه الجزيرة العربية وخصوصا في اليمن المجاور وعمان بمنتجاتها كاللبان والبخور والعسل والسمن المأخرى المعروف، وكانت المنطقة كلها تدعى قديما ماخر أو «ساحل ماخر». وكان لها عدة موانئ تعتبر من أقدم المدن الصومالية قاطبة مثل لاسقوري وعيلايو وتعتبر الأنشط تجاريا في المنطقة حسب المراجع التاريخية العربية القديمة بجانب «زيلع» [5].وتتميّز منطقة ماخر أيضا بسلسلة جبال «علمدو» الخلابة التي تمتد من بوساسو شرقا وإلى عيرجابو غربا ووجود الكثير من الآثار والكهوف الكبيرة المليئة بالكتابات الغامضة ومباني أشبه باهرامات شمال السودان والنوبة في حجمها الصغير وشكلها المربع، وجبال لعمود غنية بأنواع نادرة من النباتات والطيور بالإضافة إلى معادن واحتياطيات نفط هائلة كشفت عنها الدراسات الأمريكية في الثمانينات مما يرشح السلطنة لتتحول إلى أبوظبي جديدة بالمستقبل.
قائد س ب ق 'ميل" في حي بلهسن ماراياه "(1872) يصف العشيرة التي تعيش على قاعده عن السلم والنظام، وعموما لوث سفك الدماء غلبيد (غرب الصومال) القبائل في حالة معاكسة تماما. حيث "قبائل الغلبيد أكثر اضطرابا ويقومون أحيانا بشن غارات على ماخر، ' وهي حالة مزمنه من الفوضى والحرب [4]. في الحقيقة، كروتندن أدلى بملاحظات أخرى قائلا: "تجدر الملاحظة إلى انه في هذه القبيلة (يعني الورسنجلي) السرقة جريمة كبرى... دعوة رجل لصا ُ خطأ قاتل واهانة، تغسل بها الدم فقط. "[2] ورغم مسالمتها وحبّها للهدوء، كروتندن وصف الورسنجلي بانها قبيلة "قوية ومحاربة" مما يؤكد مرة أخرى على أنه صورة مستقلة وسلميه ومحبة لوحدة المواطنين في الصومال كافة حتّى اليوم.